# Zbigniew Kwiatkowski
Zbigniew Kwiatkowski (Mława, 2 de abril de 1985) es un exjugador de balonmano polaco que jugaba de pívot. Su último equipo fue el MKS Kalisz. Fue un componente de la selección de balonmano de Polonia.
Con la selección ganó la medalla de plata en el Campeonato Mundial de Balonmano Masculino de 2007.

## Palmarés

### Wisla Plock
- Liga polaca de balonmano (5): 2004, 2005, 2006, 2008, 2011
- Copa de Polonia de balonmano (3): 2005, 2007, 2008

## Clubes
- Jurand Ciechanów ( -2003)
- Orlen Wisła Płock (2003-2012)
- Pogon Stettin (2012-2013)
- Orlen Wisła Płock (2013-2017)[3]
- MKS Kalisz (2017-2020)